# Ионопсис
Ионопсис (лат. Ionopsis) — род многолетних травянистых растений семейства Орхидные.
Аббревиатура родового названия — Inps.
Род представлен 6 видами, распространенных в тропиках и субтропиках Америки, от штата Флорида (США) и Мексики до Боливии и Парагвая.
Эпифиты, реже — наземные растения.

## Синонимы
По данным Королевских ботанических садов в Кью:
- Iantha Hook., 1824
- Cybelion Spreng., 1826
- Jantha Steud., 1840
- Konantzia Dodson & N.Williams, 1980

## Этимология
Название происходит от греческих слов «ion» — фиалка, «opsis» — подобный, что буквально означает «напоминающий фиалку».

## Морфологическое описание
Миниатюрные симподиальные растения.
Корневище стелющиеся, короткие или длинные.
Туберидии мелкие, однолистные или с несколькими жёсткими черепитчато двурядно расположенными листьями.
Соцветия метельчатые, рыхлые, многоцветковые.
Чашелистики и лепестки прямые, раскидистые, по окраске сходны между собой. Боковые чашелистики сросшиеся.
Губа длиннее других частей цветка, с коротким ноготком.

## Виды

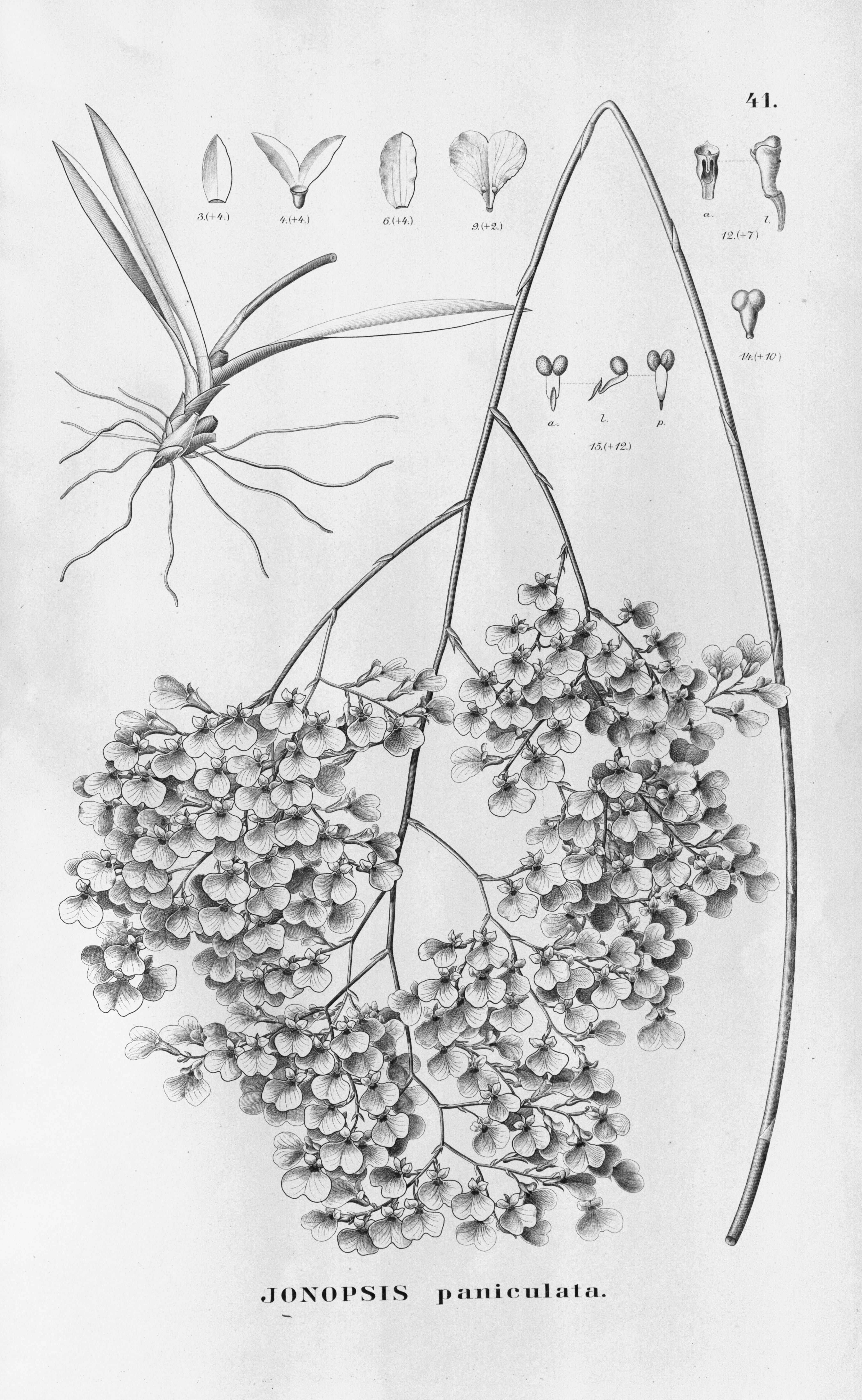
Ionopsis utricularioides
ботаническая иллюстрация из книги Flora Brasiliensis vol. 3 pt. 6 tab. 41. 1904—1906 гг

По информации базы данных The Plant List, род включает 6 видов:
- Ionopsis burchellii Rchb.f.
- Ionopsis minutiflora (Dodson & N.Williams) Pupulin
- Ionopsis papillosa Pupulin
- Ionopsis satyrioides (Sw.) Rchb.f.
- Ionopsis utricularioides (Sw.) Lindl.
- Ionopsis zebrina Kraenzl.

Естественных гибридов не зарегистрировано.

## Охрана исчезающих видов
Все виды рода Ionopsis входят в Приложение II Конвенции CITES. Цель Конвенции состоит в том, чтобы гарантировать, что международная торговля дикими животными и растениями не создаёт угрозы их выживанию.

## В культуре
Температурная группа холодная или умеренная в зависимости от экологии вида.
При культивировании в оранжереях весной и летом обязательна притенка стёкол на 50 %. Посадка на блок или в корзинки для эпифитов с субстратом состоящим из кусочков коры сосны в смеси с полуперепревшими листьями широколиственных пород деревьев.
В период активного роста осуществляется подкормка 0,001 % раствором полного минерального удобрения 2 раза в месяц.